# Portland (Jamaica)
Portland is een parish van Jamaica. De hoofdstad van de parish is Port Antonio.

## Geboren
- Duke Reid "Duke" (1915 - Kingston, 1975), muziekproducent, mobiele DJ, eigenaar van diverse platenlabels
- Jermaine Taylor (1985), voetballer

Clarendon · Hanover · Kingston · Manchester · Portland · Saint Andrew · Saint Ann · Saint Catherine · Saint Elizabeth · Saint James · Saint Mary · Saint Thomas · Trelawny · Westmoreland